# 388 до н. е.

## Події
- У Римі військові трибуни Луцій Юлій Юл та Тіт Квінкцій Цинціннат Капітолін.
- Агесіполід повів спартанську армію проти Аргоса.
- Аристофан здійснив постановку своєї комедії «Багатство».
- Консул-трибун — Луцій Валерій Публікола.
- Військовий трибун — Луцій Емілій.
- Квінт Сервілій Фіденат, як військовий трибун з консульською владою, воює проти еквів та етрусків.

## Померли
- Фрасибул — афінський політичний діяч кінця Пелопоннеської війни.